# المنشأة الكبرى (القليوبية)
المنشأة الكبرى إحدى قرى مركز كفر شكر التابع لمحافظة القليوبية بجمهورية مصر العربية.

## التاريخ
قرية المنشأة الكبرى من القرى القديمة، حيث وردت باسم «منشية عز الملك» المعروفة باسم «المنظرة» في أعمال الشرقية ضمن قرى الروك الصلاحي التي أحصاها ابن مماتي في كتاب قوانين الدواوين، كما وردت باسم «منشية ابن عنتر» أو «منشية عبد الملك» في أعمال الشرقية ضمن قرى الروك الناصري التي أحصاها ابن الجيعان في كتاب «التحفة السنية بأسماء البلاد المصرية». وفي العصر العثماني وردت في التربيع العثماني الذي أجراه الوالي العثماني سليمان باشا الخادم في عصر السلطان العثماني سليمان القانوني باسم «منشية ابن عنبر» ضمن قرى ولاية الدقهلية، وفي تاريخ 1228هـ/1813م الذي عدّ قرى مصر بعد المسح الذي قام به محمد علي باشا باسم «المنشأة الكبرى» ضمن قرى مديرية الدقهلية، وبعد تأسيس مركز كفر شكر، اقتطعت القرية من مديرية الدقهلية، وألحقت بمركز كفر شكر في مديرية القليوبية.

## السكان
بلغ عدد سكان المنشأة الكبرى 8,819 نسمة، حسب الإحصاء الرسمي لعام 2006.